# Рейндерс, Элиано
Элиано Рейндерс (нидерл. Eliano Reijnders; род. 23 октября 2000, Зволле) — индонезийский и нидерландский футболист, полузащитник клуба ПЕК Зволле и сборной Индонезии.

## Клубная карьера
Рейнделс — воспитанник клуба ПЕК Зволле из своего родного города. В 2018 году Элиано попал в заявку основной команды, но не в том сезоне, не в следующем, дебютировать за основной состав не смог. 12 сентября 2020 года в матче против «Фейеноорда» он дебютировал в Эредивизи. 21 октября в поединке против «Валвейка» Элиано забил свой первый гол за ПЕК Зволле.
В сезоне 2022/23 выступал на правах аренды в Эрстедивизи за «Йонг Утрехт».